# Unvergängliches Licht
Unvergängliches Licht ist ein deutsches Kinomelodram aus dem Jahre 1950 von Arthur Maria Rabenalt mit Rudolf Forster und Cornell Borchers in den Hauptrollen.

## Handlung
Michèle Printemps hat bis zum Tode ihres Vaters ein schönes Leben gelebt. Sie ist eine sehr anständige und freundliche Person, die fortan von ihrer Mutter missbraucht wird. Sie wird sogar an ein Pariser Bordell verschachert. Rasch begreift die junge Frau, dass sie dieser schrecklichen Umgebung entfliehen muss, wenn sie nicht in einen gesellschaftlichen und moralischen Abwärtssog gezogen werden will. Michèle türmt und lernt eines Tages den smarten und gutaussehenden Ingenieur René Garnier kennen, der mit seinem eigens konstruierten Rennauto beim anstehenden Großen Preis von Frankreich teilnehmen möchte. Die Chancen, dass er die Trophäe gewinnt, sind nicht schlecht.
Michèle und René verlieben sich ineinander, doch als sie eines Tages erfährt, dass sie an einem unheilbaren Lungenleiden erkrankt ist, stößt sie ihren Galan fort, ohne ihm zunächst die wahren Gründe für ihr Verhalten zu erklären. Auch ein anderer Mann, der deutlich ältere Graf Kalinsky, ein Kavalier der ganz alten Schule, umwirbt sie. Doch Michèle muss sich jetzt ganz auf sich selbst konzentrieren. Die Jahre vergehen. Als sie eines Tages vom alten Dr. Duval untersucht wird, zeichnet sich Hoffnung auf eine Heilung ab. Wieder vollständig genesen, beginnt sich Michèle in ihr Leben zurückzukämpfen und verdient sich als Blumenverkäuferin ihren Lebensunterhalt auf dem Montmartre. Wie das Schicksal so spielt, begegnen sich dort das Mädchen und ihr Rennfahrer wieder. Die alten Gefühle brechen erneut auf …

## Produktionsnotizen
Unvergängliches Licht entstand im Herbst 1950 im Atelier von Geiselgasteig bei München sowie mit Außenaufnahmen in Paris und an der Riviera. Der Film wurde am 22. März 1951 in Düsseldorf uraufgeführt. Die Berliner Premiere fand am 4. Mai desselben Jahres statt.
Produzent Vahagen Vartany übernahm auch die Produktionsleitung. Willi A. Herrmann und Heinrich Weidemann schufen die Filmbauten.

## Kritiken
Im Filmdienst heißt es: „Verlogener Kolportagefilm, der unglaubwürdig deutsche Sentimentalität und klischeehaftes französisches Milieu verbindet.“